# Cabdill reial amazònic

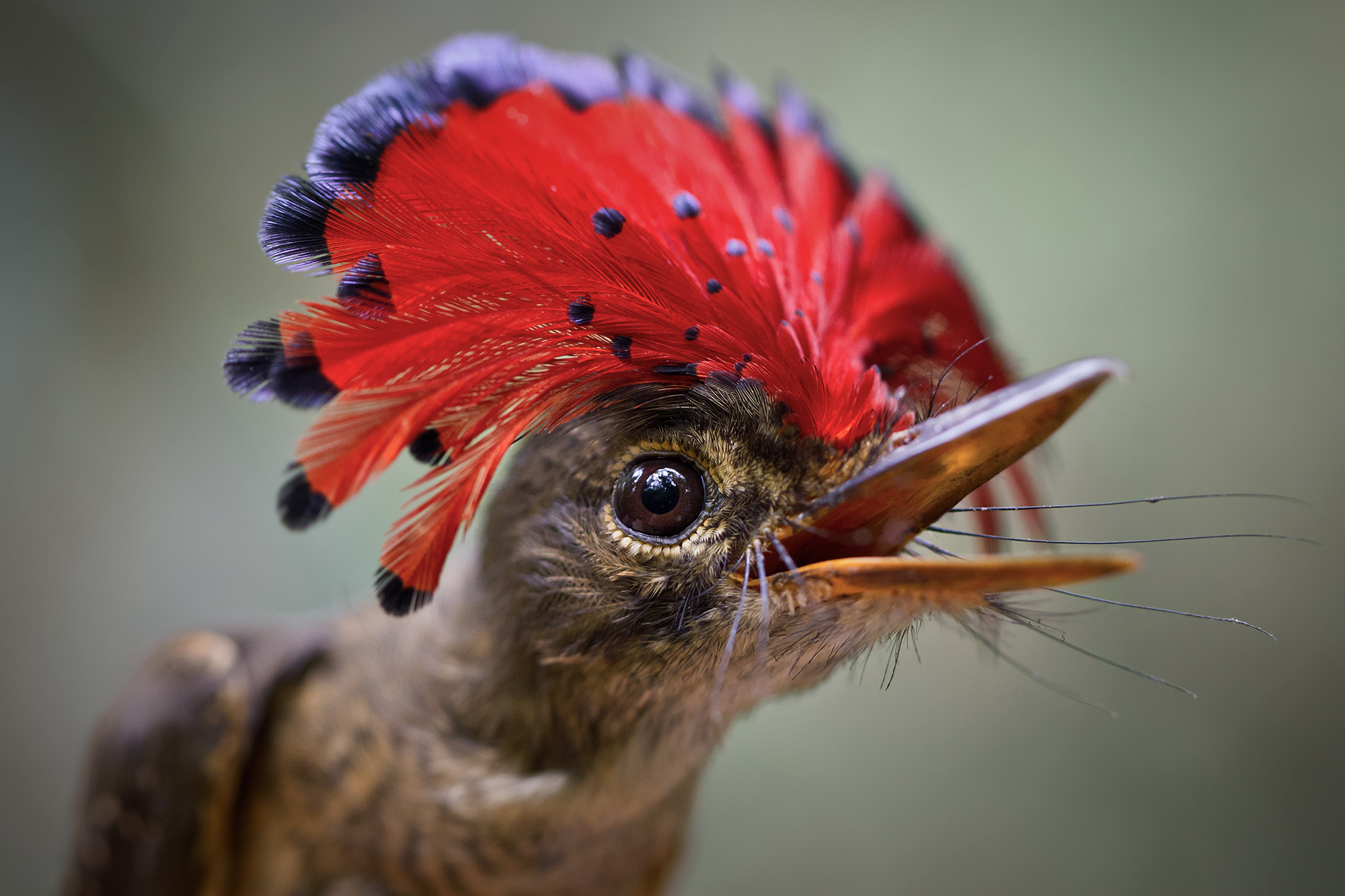
mascle amb el plomall obert

El cabdill reial amazònic (Onychorhynchus erythrurus) és una espècie d'ocell de la família dels titírids (Tityridae). Es troba a la major part de la conca amazònica al nord de Bolívia, l'est del Perú, l'est de l'Equador, l'est de Colòmbia, Veneçuela, les Guaianes i el nord i l'oest del Brasil. Els seus hàbitats són els boscos tropicals i subtropicals de frondoses humits, els cursos d'aigua i els pantans tropicals. El seu estat de conservació es considera de risc mínim.
El mascle té un característic plomall al cap en forma de ventall, que, al desplegar-se, mostra plomes vermelles amb les vores superiors negres, iridescències blaves i algunes taques negres. A les femelles el vermell es substitueix per un color groc ataronjat.